# كينين
الكينين  أو الكوينين (بالإنجليزية: Quinine) هو مركب شبه قلوي أبيض بلوري ذو خصائص عديدة منها: خافض للحرارة، علاج للملاريا، مسكن، مضاد للالتهاب، وذو طعم مر. وهو متصاوغ فراغي (متصاوغ من مجموعة متصاوغات لها نفس الصيغة الجزيئية مع اختلاف الترتيب الفراغي للذرات) للكوينيدين الذي يستخدم لعلاج اضطراب نظم القلب، وهي صفة مميزة له غير موجودة في الكينين. الكينين يحتوي على نظام مكون من الحلقات المدمجة: الكينولين الأروماتي، والكوينوكليدين ثنائي الحلقات. الكينين موجود في الطبيعة في لحاء شجرة الكينا، بالإضافة إلى أنه يتم تصنيعه في المختبرات. الصفات الطبية لشجرة الكينا اكتشفت من قِبَل قبائل الكيشوا، وهم السكان الأصليون لبيرو وبوليفيا. ولاحقاً كان اليسوعيون هم أول من قام بإدخال الكينا إلى أوروبا.
كان الكينين أول علاج فعال في الغرب لعلاج مرض الملاريا، والذي يسببها كائن حي يسمى البلازمود المنجلي (Plasmodium falciparum)، وقد بدأ استعمال الكينين لعلاجه في القرن السابع عشر. بقي الكينين العلاج الأمثل للملاريا حتى 1940، في ذلك الوقت ظهرت أدوية أخرى مثل الكلوروكوين، وكان لهذه الأدوية أعراض جانبية أقل وبالتالي استبدلت مادة الكينين. ومنذ ذلك الوقت تم اكتشاف العديد من الأدوية الفعالة لعلاج الملاريا، ولكن الكينين ما زال يستعمل حتى اليوم لعلاج الملاريا في الحالات الحرجة، مثل حالات الملاريا الشديدة أو الحادة، وديستخدم في المناطق الفقيرة بسبب تكلفته القليلة. الكينين يباع بوصفة طبية في الولايات المتحدة، ويباع بدون وصفة طبية (بكميات قليلة) على شكل ماء التونيك (وهو مشروب غازي مكربن تذوب فيه مادة الكينين) (مشروب الكينا الفوار). الكينين يستخدم أيضاً لعلاج مرض الذّئبة، والتهاب المفاصل. وكان يوصف أيضاً في الولايات المتحدة لاستعمالات غير موافق عليه أو ليس مُصرحاً بها من إدراة الغذاء والدواء وذلك لعلاج التشنجات العضلية التي تحدث ليلاً، ولكن قل استعماله لهذا الغرض بسبب تحذير إدارة الغذاء والدواء من هذا الاستعمال الخاطئ.
الكينين مركب ذو فلورية عالية (الحاصل الكمي 0.58) عند وضعه في 0.1 مولار (0.1 مول في لتر من المحلول) من محلول حامض الكبريت، ويستخدم بشكل واسع كمقياس أو مرجع لحساب الحاصل الكمي الفلوري.
وهو موجود على لائحة منظمة الصحة العالمية للأدوية الأساسية، وهي عبارة عن لائحة تشمل أهم الأدوية التي يحتاجها النظام الصحي الأساسي (منظومة الصحة).

## لمحة تاريخية
الكينين علاج فعال للمساعدة في إرخاء العضلات، وتم استعماله لوقت طويل من قِبَل قبائل الكيشوا، وهم السكان الأصليون لبيرو، وذلك لوقف الرعشة التي سببها درجات الحرارة المنخفضة (القشعريرة). سكان البيرو كانوا يقومون بخلط اللحاء الأرضي لشجر الكينا مع ماء مُحلّى وذلك لتخفيف طعم اللحاء المر، وبالتالي ينتج ماء التونيك.

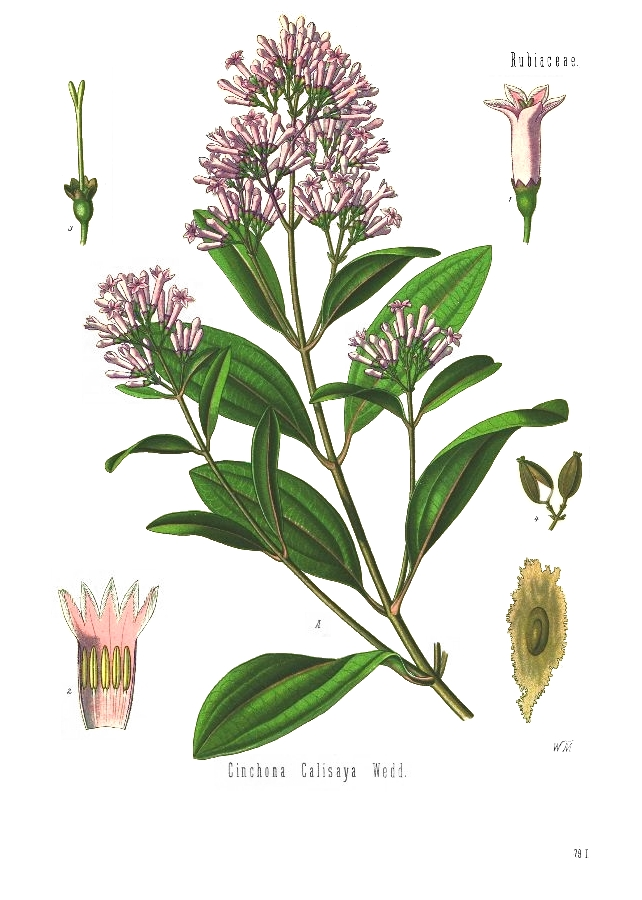
توضيح من القرن التاسع عشر لنبات الكينا Chinchona calisaya

تم استعمال الكينين بالشكل غير المستأصل (غير المنزوع) من قِبَل الأوروبيين، وذلك منذ بدايات القرن السابع عشر على الأقل. في البداية تم استعماله لعلاج الملاريا في روما عام 1631. أثناء القرن السابع عشر، كانت الملاريا مرضاً منتشراً على مستوى المستقعات المحيطة بمدينة روما. وكانت الملاريا سبباً في موت العديد من البابوات، العديد من الكرادلة، وعدد لا يحصى من المواطنين في روما. معظم الكهنة الذين تدربوا في روما كانوا قد شاهدوا ضحايا الملاريا، وكان مألوفاً لديهم الرعشة التي تصيبهم والتي سببها مرحلة الحُمّى للمرض. الأخ اليسوعي أغوستينو سالمبرينوAgostino Salumbrino (من 1561 إلى 1642)، وهو صيدلي بالتدريب وعاش في ليما، كان قد شاهد قبائل الكيشوا يستعملون لحاء شجرة الكينا لهذا الغرض. على الرغم من أن طريقة تأثير الكينين الموجود في لحاء الكينالعلاج الملاريا (وبالتالي الرعشة الناتجة عن الملاريا) كانت مختلفة عن طريق تأثيره لعلاج الرعشة الناتجة عن انخاض درجات الحرارة (القشعريرة)، إلا أنه بقي كعلاج فعال للملاريا. عند أول فرصة أُتيحت له، أرسل سالمبرينو كمية صغيرة من لحاء الكينا إلى روما لتجربتها كعلاج للملاريا. في السنين اللاحقة، أصبح لحاء الكينا، الذي يعرف أيضاً بلحاء اليسوعيين أو لحاء بيرو، أحد أهم السلع التي تُشحن من بيرو إلى أوروبا. وعندما شُفي الملك تشارلز الثاني من الملاريا في نهاية القرن السابع عشر باستخدام الكينين، أصبح الكينين مشهوراً في لندن. بقي لحاء الكينا العلاج الأفضل للملاريا حتى 1940، وفي ذلك الوقت ظهرت أدوية أخرى أخذت محله.
الشكل الأمثل للكينين والأكثر فاعلية لعلاج الملاريا تم اكتشافه من قِبَل شارل ماري دي لا كوندامين في عام 1737. الكينين تم عزله وتسميته في عام 1820 من قِبَل الباحث الفرنسي بيير جوزيف بلاتير (Pierre Joseph Pelletier) وجوزيف بينامي كافينتو (Joseph BienaimeCaventou). الاسم كان مستمداً من الكلمة الأصلية المستخدمة عند قبائل الكيشوا (إنكا) وهي كينا (quina) أو كينا-كينا (quina-quina) والتي تعني «لحاء اللحاء» أو «اللحاء المقدس». قبل عام 1820 اللحاء كان يجفف أولاً، ثم يطحن إلى مسحوق ناعم، ثم يخلط لعمل سائل (غالباً نبيذ) ثم يتم تناوله كمشروب. الاستخدام الكبير للكينين كدواء للوقاية من الملاريا بدأ في عام 1850 تقريباً.
الكينين كان له دور مهم في استعمار إفريقيا من قِبَل الأوروبيين. وكان يُقال أن الكينين هو السبب الرئيسي الذي بسببه لم تعد إفريقيا تسمى ب «مقبرة الرجل الأبيض». وقدصرّح أحد المؤرخين قائلاً «إن فعالية الكينين هي التي أعطت المستعمرين فرصاً جديدة للاندفاع نحو غولد كوست، نيجيريا، وأجزاء أخرى من غرب إفريقيا».
للحفاظ على الاحتكار المطلق للحاء الكينا، قامت بيرو والدول المجاورة بحظر تصدير بذور وشتلات الكينا وذلك في بداية القرن التاسع عشر. الحكومة الهولندية استمرت بمحاولتها لتهريب البذور، ومع حلول 1930 كانت المشاتل الهولندية في جزيرة جاوا تنتج 22 مليون باوند من لحاء الكينا، أو 97% من الإنتاج العالمي للكينين. أثناء الحرب العالمية الثانية، توقف إمداد قوات التحالف بالكينين عندما غزا الألمان هولندا، وسيطر اليابان على الفليبين وأندونيسيا. وقد تمكنت الولايات المتحدة آنذاك من تحصيل 4 ملايين من بذور الكينا من الفليبين، وبدأت بتشغيل مشاتل الكينا في كوستا ريكا. ولكن هذه الإمدادات جاءت متأخرة جداً، ومات عشرات الآلاف من القوات العسكرية الأمريكية التي كانت في إفريقيا وجنوب المحيط الهادئ وذلك بسبب عدم توفر الكينين. وعلى الرغم من تحكم اليابانيين بالإمدادات، إلا أنهم لم يستخدموا الكينين على الوجه الأمثل، ونتيجة لذلك مات الآلاف من القوات العسكرية اليابانية الموجودة في الجنوب الغربي من المحيط الهادئ.

### الكينين المصنّع

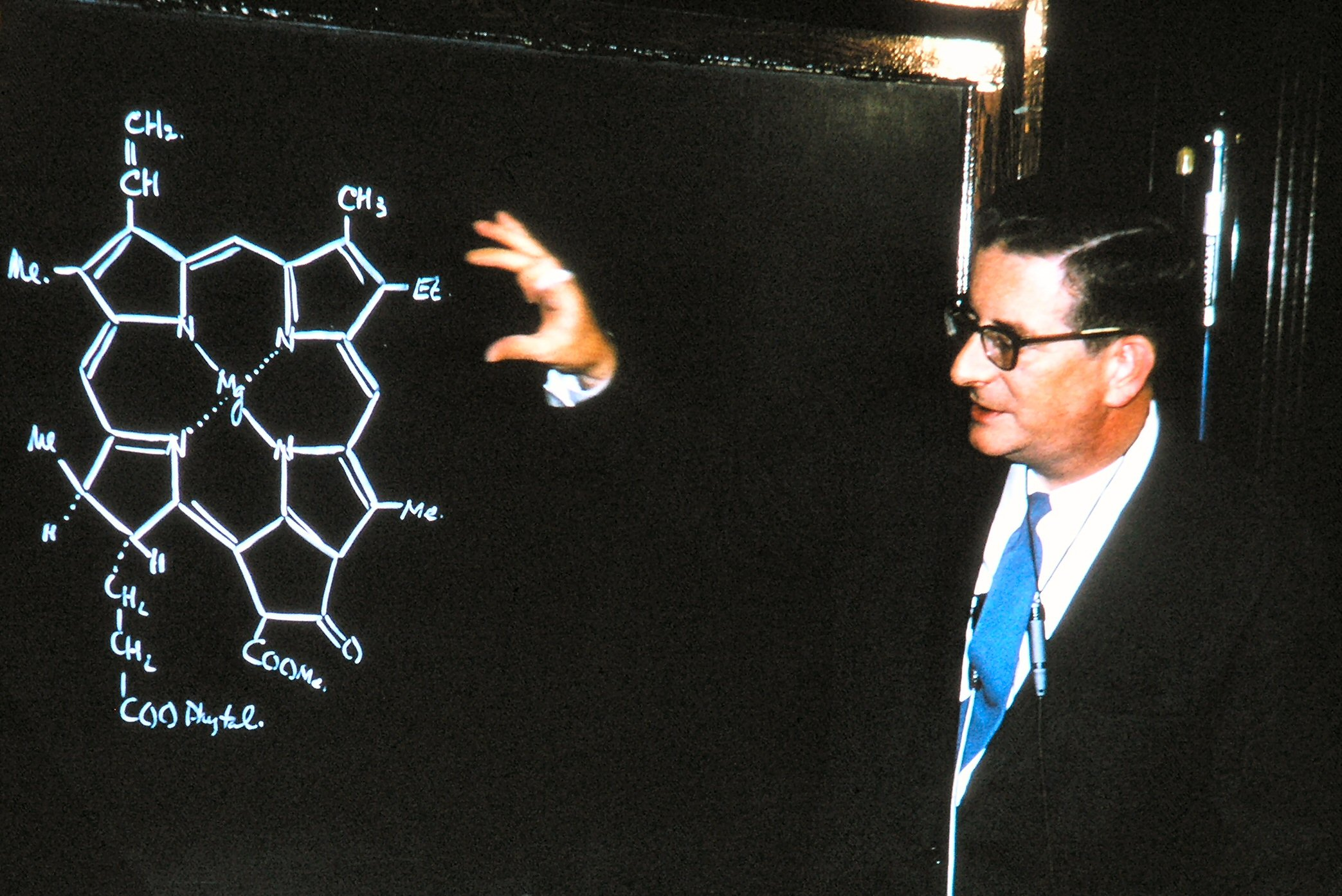
روبرت ب. وود وارد

بقيت أشجار الكينا المصدر الوحيد للكينين المُجدي من الناحية الاقتصادية. ولكن بسبب الضغط الناتج عن الحروب، بدأ البحث عن طرق لتصنيعه. تم تحقيق طريقة كيميائية منهجية لتصنيع الكينين في عام 1944 من قِبَل الكيميائيين الأمريكيين R.B. Woodward و W.B. Doering.[45]و منذ ذلك الوقت، تم الوصول إلى عدة طرق فعالة للتصنيع الكلي للكينين، ولكن لا تستطيع أي من هذه الطرق، من الناحية الاقتصادية، أن تنافس الطريقة التقليدية بعزل القلويد (الكينين) من مصادره الطبيعية. ومن الجدير بالذكر أن أول صباغ عضوي تركيبي، الموفينmauveine، تم اكتشافه من قِبَل وليام هنري بيركن (William Henry Perkin) في عام 1856 عندما كان يحاول أن يصنع الكينين.

## الاستعمالات الطبية
ابتداءً من عام 2006، الكينين لم يعد موصىً به من منظمة الصحة العالمية (WHO) كالخيار الأول لعلاج الملاريا، ويتم استعماله فقط عندما تكون مركبات الأرتيميسينين (Artemisinins)غير متوافرة.
الكينين هو
حمض أميني قاعدي وعادة يكون على شكل ملح. وهناك العديد من التحضيرات التي تحتوي على أملاح مختلفة، مثل الهيدروكلوريد، ثنائي الهيدروكلوريد (dihydrochloride)، السلفات أو الكبريتات (sulfate)، بيكبريتات (bisulfate)، والغلوكونات (gluconate). وهذا يجعل تحديد جرعة الكينين أمراً صعباً، وذلك لأن كلاً من هذه الأملاح له وزن مختلف.
كل أملاح الكينين يمكن أن تُعطى عن طريق الفم أو بالحقن الوريدي، وغلوكونات الكينين يمكن أن يُعطى على شكل حقن عضلي أو عن طريق الشرج. المشكلة الأساسية بإعطائه عن طريق الشرج هو أن جزء من الجرعة قد ينسكب خارج الجسم قبل أن يحصل لها امتصاص كلياً. ويتم تصحيح ذلك بإعطاء نصف جرعة إضافية.
في الولايات المتحدة، كبريتات الكينين يتواجد على شكل حبوب 324 ملليغرام تحت الاسم التجاري كوالاكين (Qualaquin). الجرعة للبالغين هي حبتان كل 8 ساعات. لا يوجد في الولايات المتحدة مستحضر مرخص للكينين على شكل حقن، ويتم استعمال الكينيدين بدلاً منه.
الأملاح التالية بكمياتها (أوزانها) المختلفة تحتوي على نفس الكمية من الكينين:
| الاسم                                 | كميتها واوزانها |
| ------------------------------------- | --------------- |
| الكينين القاعدي                       | 100 ملليغرام    |
| بيكبريتات الكينين                     | 169 ملليغرام    |
| ثنائي هيدروكلوريد الكينين             | 122 ملليغرام    |
| غلوكونات الكينين                      | 160 ملليغرام    |
| هيدروكلوريد الكينين                   | 111 ملليغرام    |
| كبريتات الكينين[(quinine)2H2SO4∙2H2O] | 121 ملليغرام    |

## الآثار الجانبية
الكينين يمكن أن يسبب ما يسمى بالتسمم بالكينا (cinchonism) عند استخدامه بالجرعات العلاجية المسموحة، وفي حالات نادرة يمكن أن يسبب الموت (عادة بسبب استسقاء أو وَذَمَة الرئة). عند إصابة المريض الذي يستخدم الكينين بحالات طفيفة من التسمم بالكينا فإن ذلك لا يعني ضرورة وقف العلاج كلياً أو جزئياً، ويجب طمأنة المريض والتأكيد على ذلك.
عند إعطاء الكينين على شكل حقن يجب مراقبة مستوى سكر الدم (الغلوكوز) وتركيز الشوارد الكهربائية (الإلكتروليت).
و يجب أن يكون قلب المريض تحت المراقبة والمتابعة عندإعطائه أول حقنة من الكينين (هذه الاحتياطات تكون غالباً غير متوافرة في الدول النامية التي يعد فيها الملاريا مرضاً متوطناً (مرض منتشر على مستوى الوطن)).
احتمال حدوث التسمم بالكينا يكون أقل بكثير عند إعطاء الكينين عن طريق الفم، ولكن المشكلة أنه لا يلاقي قبولاً من المرضى (الكينين طعمه مرّ جداً وفي حالات كثيرة يتقيأالمريض بعد أن يتناول حبة الدواء عن طريق الفم). الأدوية الأخرى مثل فانسيدار (Fansidar) (يحتوي على سَلفادوكسين وبَيرِيميثامين) أو مالارون (Malarone)(يحتوي على بروغوانيل مع أتوفاكون) تستعمل عادةً عند الحاجة لتقديم العلاج عن طريق الفم.
المركب المكون من كربونات الإيثيل للكينين ليس له طعم ولا رائحة، ولكنه متوافر فقط في اليابان. مراقبة مستوى سكر الدم والشوارد الكهربائية ومراقبة قلب المريض لا تعتبر ضرورية عند إعطاء الكينين عن طريق الفم.
الكينين قد يسبب الشلل إذا تم حقنه بشكل خاطئ في عصب معين. وهو سام جداً إذا تم تناوله بجرعات زائدة، ويجب استشارة اختصاصي السموم على الفور في حالة حدوث مثل هذه الحالة.
الكينين قد يؤدي في بعض الحالات إلى الإمساك، أو الضعف الجنسي عند الرجل، أو الإسهال.
مجلة نيويورك تايمز (The New York Times Magazine) وصفت إحدى الحالاتالتيتمثلت فيها أعراض مثل الحُمّى، انخفاض ضغط الدم، واضطرابات في الدم، والتي تشابه أعراض الصدمة الإنتانية (septic shock)، وبالتالي تم اعتبار الصدمة الإنتانية كأحد الآثار الجانبية للكينين.

### لا يسبب الإجهاض
على عكس المعتقدات السائدة، الكينين لا يسبب الإجهاض (في الولايات المتحدة الكينين مصنف ضمن الفئة D في فئة السلامة أثناء الحمل). النساء الحوامل اللواتي يتناولن جرعات سامة من الكينين سيعانون من الفشل الكلوي قبل أن يعانوا أي نوع من الإجهاض بسبب الكينين. الجدير بالذكر أن الكينين هو الدواء الوحيد الموصى به من منظمة الصحة العالمية (WHO) كالخيار الأول لحالات الملاريا البسيطة أثناء الحمل.

### التداخلات الدّائية (المَرَضيّة)
الكينين يمكن أن يسبب تكسر كريات الدم الحمراء (hemolysis) في مرضى الفوال (فقر الدم الناجم عن عوز سداسي فوسفات الجلوكوز النازع للهيدروجين) وهو مرض وراثي، ولكن هو لا يشكل خطراً كبيراً وبالتالي لا يجب أن يتردد الطبيب في إعطاء الكينين لهؤلاء المرضى عندما لا يكون هناك أي بديل. الكينين يمكن أن يؤدي أيضاً إلى فرفريةٌ قليلة الصُّفَيحات الدموية الناتجة عن تناول الدواء. الأعراض قد تكون شديدة وتتطلب العلاج بالمستشفى ونقل صفائح دموية للمريض، وفي بعض الحالات كانت النتيجة فيها الموت.
الكينين قد يسبب عدم انتظام في دقات القلب، ويجب تجنبه، إذا أمكن، في المرض الذين يعانون من الرجفان الأذيني، عيوب في التوصيل الكهربائي في القلب، أو الإحصار القلبي.

### ضعف (اختلال) في السمع
بعض الدراسات ربطت بين استعمال الكينين وحدوث ضعف في السمع، وخاصة في نطاق السمع ذي التردد العالي. بعض الدراسات تقترح أن هذا النوع من الضعف في السمع هو مرحلي (غير دائم ويمكن أن يعود إلى طبيعته)، إلا أنه لم يتم التثبت بشكل مؤكدإذا كان هذا الضعف هو دائم أو مؤقت.

## آلية التأثير
آلية تأثير الكينين ليست مفهومة كلياً، كما هو الحال مع مركبات الكينولين الأخرى التي تستخدم لعلاج الملاريا. من أهم الفرضيات المقبولة عن طريقة عمله تستند إلى دواء الكلوروكين وهو مركب كينولين أجريت عليه عدة دراسات ويشبه الكينين إلى حد كبير. وتتمثل طريق عمله في تثبيط بَلْوَرة الهيموزوين(hemozoinbiocrystallization) في مسار نزع السميّة للهيم، وهذا يؤدي إلى تجمع (تكتل) الهيم السام لخلايا الملاريا. الهيم الحر السام يتراكم في الطفيليات المسببة للملاريا، وهذا يؤدي إلى موتها.

## التنظيمات (رقابة الجهات التظيمية)

### الولايات المتحدة
منذ عام 1969 وحتى 1992، تلقت إدارة الغذاء والدواء FDA)) 157 تقريراً متعلقاً بالمشاكل الصحية المرتبطة باستعمال الكينين، من بينها 23 كان نتيجتها الموت. في عام 1994، منعت إدارة الغذاء والدواء تسويق الكينين بدون وصفة طبية كعلاج لتشنجات الساق التي تحدث ليلاً. قبل ذلك كانت شركة فايزر (Pfizer) الصيدلانية تبيع المنتج التجاري ليغاترين (Legatrin) لهذا الغرض. وكان أيضاً يباع كحبوب جيلاتينية تحت الاسم التجاري كيو-فيل (Q-vel by (SmithKline Beecham.و ما زال الأطباء يقومون بوصف الكينين، ولكن إدارة الغذاء والدواء قامت بإصدار أمر للشركات لتوقف تسويق الأدوية غير المصرح بها التي تحتوي على الكينين. وتقوم إدارة الغذاء والدواء أيضاً بتحذير المستهلكين من الاستعمال غير المصرح به للكينين لعلاج تشنجات الساق. الكينين مصرح به لعلاج الملاريا، ولكنه أيضاً يوصف لعلاج تشنجات الساق وحالات أخرى مماثلة. لأن الملاريا هو مرض خطير ومهدد لحياة الإنسان، فإن مخاطر استعمال الكينين تعتبر مقبولة عندما يستعمل لعلاج هذا المرض.
مع أن دواء ليغاترين (Legatrin) كان قد مُنع من قِبل إدارة الغذاء والدواء لعلاج تشنجات الساق، إلا أن الشركة المصنعة للدواء URL Mutual قامت بلإطلاق دواء يحتوي على الكينين ويسمى كوالاكين (Qualaquin). هذا الدواء تم تسويقه كعلاج للملاريا ويباع في الولايات المتحدة بوصفة طبية فقط. في عام 2004، قامت مراكز مكافحة الأمراض والوقاية منها (CDC)بالتبليغ فقط عن 1347 حالة مؤكدة للإصابة بالملاريا في الولايات المتحدة.

## الاستعمالات غير الطبية
في بعض المناطق، الاستعمالات غير الطبية للكينين خاضعة لرقابة الجهات التظيمية. فمثلاً في الولايات المتحدة وألمانيا، يسمح باستعمال الكينين بتركيز 83 و 85 جزء في المليون.

### المشروبات
الكينين هو أحد المنكهات في ماء التونيك (مشروب الكينا الفوار) والليمون المر (مشروب غازي مُكَربن يحتوي على الكينا والليمون). على بندقية الصودا في العديد من الحانات، يرمز لماء التونيك بحرف “Q” والذي يشير إلى الكينين (quinine). وفقاً للتقاليد، الطعم المر للكينين الذي يستخدم لعلاج الملاريا جعلت المستعمرين البريطانيين في الهند يخلطونه مع الجنّ، وبالتالي ظهر كوكتيل الجن مع التونيك، والذي ما زال مشهوراً في هذه الأيام في عدة مناطق من العالم، وخاصة في بريطانيا، الولايات المتحدة، كندا، أستراليا، ونيوزلندا. أما في فرنسا، فإن الكينين هو أحد المكونات في مشروب فاتح للشهية يُعرف بالكينا (quinaquina) أو «كاب كورس» (Cap Corse). وفي إسبانيا، الكينين (لحاء البيرو) يخلط أحياناً لعمل نبيذ مالقة الحلو (sweet Malaga wine)، والذي يسمى «كينا مالقة» (Malaga Quina).
في إيطاليا، مشروب بارولو كيناتو (Barolo Chinato) التقليدي المنكّه، يتم دمجه مع الكينين وأعشاب محلية ويتم استعماله للمساعدة في الهضم. في كندا وإيطاليا، الكينين هو مكون في المشروب الغازي المكربن كينوتو (chinotto)، مثل بريو (Briochinotto) وسان بيليغرينو (San Pellegrinochinotto). في اسكوتلندا، شركة آي جي بار A.G.Barr)) تستعمل الكينين كمُكوّن في المشروب المكربن الذي يحتوي على الكافيين والمسمى بارز آيرون برو (Barr’s Irn-Bru). في المملكة المتحدة، أستراليا، نيوزلندا، جنوب إفريقيا، ومصر، الكينين هو مكون في مشروب شويبس (Schweppes)و علامات تجارية أخرى من مشروب ماء التونيك الهندي ويسمى «الليمون الجاف». شويبس وعدد قليل من صانعي المشروبات الآخرين يقومون أيضاً بصنع الليمون المر، وهو مشروب لونه أخضر باهت يحتوي على الكينين. في الأروغواي والأرجنتين، الكينين هو مكون في ماء التونيك المسمى باسو دي لوس توروس (Paso de losToros) وهو إنتاج شركة بيبسيكو (Pepsico Inc.). في الدنمارك، يستعمل الكينين كمكون في المشروب الرياضي الغازي فاكس كوندي (Faxe Kondi) الذي تنتجه شركة رويال يوني برو (Royal Unibrew). في الولايات المتحدة، الكينين مُدرَج كمكون في بعض أنواع مشروب دايت سنابل (Diet Snapple)، بما في ذلك التوت البري وتوت العليق.

### من الناحية العِلمية

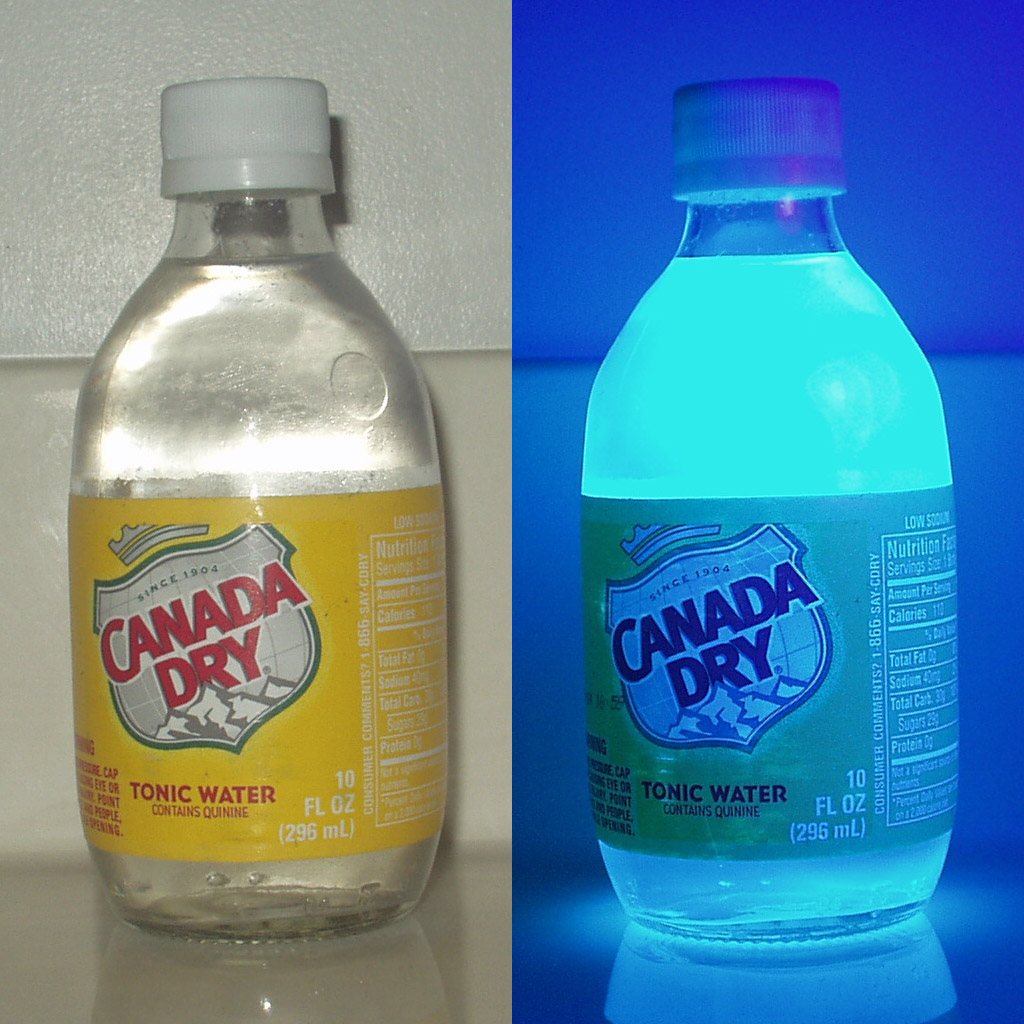
ماء التونيك، في الضوء العادي و الأشعة فوق البنفسجية "الضوء الأسود"

لأن الحاصل الكمي الفلوري للكينين ثابت نسبياً ومعروف، فهو يستخدم في الكيمياء الضوئية كمرجع فلوري معروف. ذروة الامتصاص للأشعة فوق البنفسجية (UV) هي تقريباً 350 نانومتر (في نطاق (UVA. وذروة الانبعاث الفلوري هي تقريباً 460 نانومتر (أزرق فاتح/ سماوي).
الكينين (والكينيدين) يستعملان كجزء مرآوي (لا انطباقي) للربيطة المستخدمة في تفاعل شاربلس الكيميائي
asymmetric dihydroxylation)(Sharpless، وكذلك يستخدم للعديد من العوامل المحفزة اللانطباقية التي تحفز التفاعلات الكيميائية.
لحاء نبتة رميجية (Remijia) يحتوي على 0.5-2 % من الكينينن. اللحاء يعتبر أرخص من لحاء الكينا، وله طعم حاد ويستعمل لتحضير ماء التونيك.

### أخرى
الكينين يستخدمأحياناً لتخفيف تركيز المخدرات مثل الكوكايين والهيروين.
الكينين يستخدم كعلاج لمرض Cryptocaryonirritans (يسمى عادةً بالبقعة البيضاء، crypto، أو داء البقعة البيضاء البحري) الذي يصيب أسماك الحوض البحري.